# Domeyrat
Domeyrat est une commune française située dans le département de la Haute-Loire en région Auvergne-Rhône-Alpes.

## Géographie

### Localisation
La commune de Domeyrat se trouve dans le département de la Haute-Loire, en région Auvergne-Rhône-Alpes.
Elle se situe à 50 km par la route du Puy-en-Velay, préfecture du département, à 14 km de Brioude, sous-préfecture, et à 18 km de Mazeyrat-d'Allier, bureau centralisateur du canton du Pays de Lafayette dont dépend la commune depuis 2015 pour les élections départementales.
Les communes les plus proches sont : 
Frugières-le-Pin (2,3 km), Vals-le-Chastel (2,8 km), La Chomette (3,1 km), Saint-Préjet-Armandon (3,2 km), Lavaudieu (4,0 km), Salzuit (4,6 km), Javaugues (4,7 km), Paulhaguet (4,7 km).
| Frugières-le-Pin |            | Vals-le-Chastel       |
| Lavaudieu        | Domeyrat   | Saint-Préjet-Armandon |
| La Chomette      | Paulhaguet |                       |

### Climat
Pour des articles plus généraux, voir Climat d'Auvergne-Rhône-Alpes et Climat de la Haute-Loire.
En 2010, le climat de la commune est de type climat océanique altéré, selon une étude du Centre national de la recherche scientifique s'appuyant sur une série de données couvrant la période 1971-2000. En 2020, Météo-France publie une typologie des climats de la France métropolitaine dans laquelle la commune est exposée à un climat de montagne ou de marges de montagne et est dans la région climatique Nord-est du Massif Central, caractérisée par une pluviométrie annuelle de 800 à 1 200 mm, bien répartie dans l’année.
Pour la période 1971-2000, la température annuelle moyenne est de 10,1 °C, avec une amplitude thermique annuelle de 16,6 °C. Le cumul annuel moyen de précipitations est de 697 mm, avec 8,3 jours de précipitations en janvier et 6,7 jours en juillet. Pour la période 1991-2020, la température moyenne annuelle observée sur la station météorologique de Météo-France la plus proche, « Saint Didier sur Doulon », sur la commune de Saint-Didier-sur-Doulon à 6 km à vol d'oiseau, est de 10,7 °C et le cumul annuel moyen de précipitations est de 813,8 mm,. Pour l'avenir, les paramètres climatiques de la commune estimés pour 2050 selon différents scénarios d'émission de gaz à effet de serre sont consultables sur un site dédié publié par Météo-France en novembre 2022.

## Urbanisme

### Typologie
Au 1er janvier 2024, Domeyrat est catégorisée commune rurale à habitat très dispersé, selon la nouvelle grille communale de densité à sept niveaux définie par l'Insee en 2022.
Elle est située hors unité urbaine. Par ailleurs la commune fait partie de l'aire d'attraction de Brioude, dont elle est une commune de la couronne,. Cette aire, qui regroupe 39 communes, est catégorisée dans les aires de moins de 50 000 habitants,.

### Occupation des sols
L'occupation des sols de la commune, telle qu'elle ressort de la base de données européenne d’occupation biophysique des sols Corine Land Cover (CLC), est marquée par l'importance des territoires agricoles (57,4 % en 2018), une proportion identique à celle de 1990 (57,4 %). La répartition détaillée en 2018 est la suivante : 
prairies (45 %), forêts (42,4 %), zones agricoles hétérogènes (12,4 %), milieux à végétation arbustive et/ou herbacée (0,1 %). L'évolution de l’occupation des sols de la commune et de ses infrastructures peut être observée sur les différentes représentations cartographiques du territoire : la carte de Cassini (XVIIIe siècle), la carte d'état-major (1820-1866) et les cartes ou photos aériennes de l'IGN pour la période actuelle (1950 à aujourd'hui).

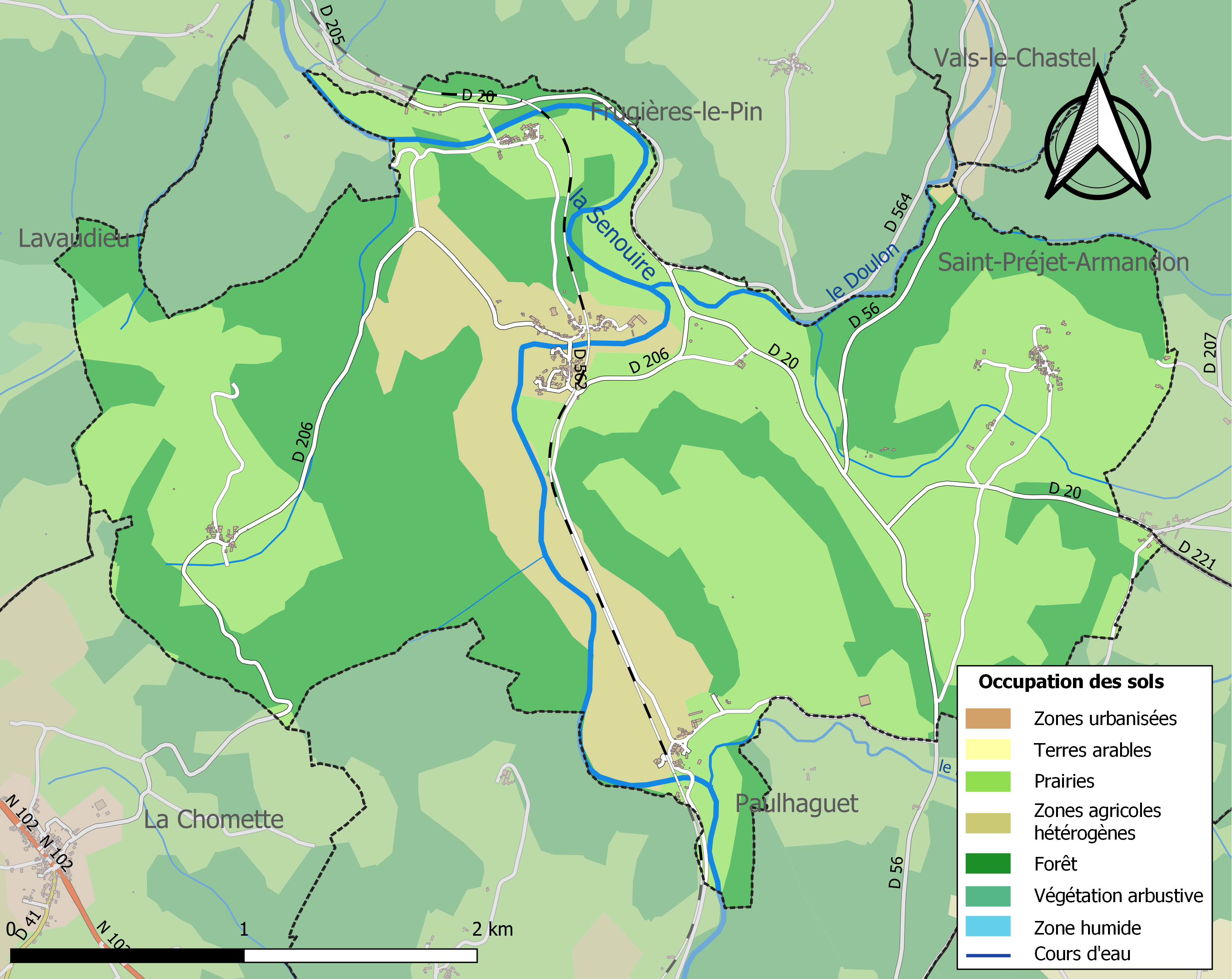
Carte des infrastructures et de l'occupation des sols de la commune en 2018 (CLC).
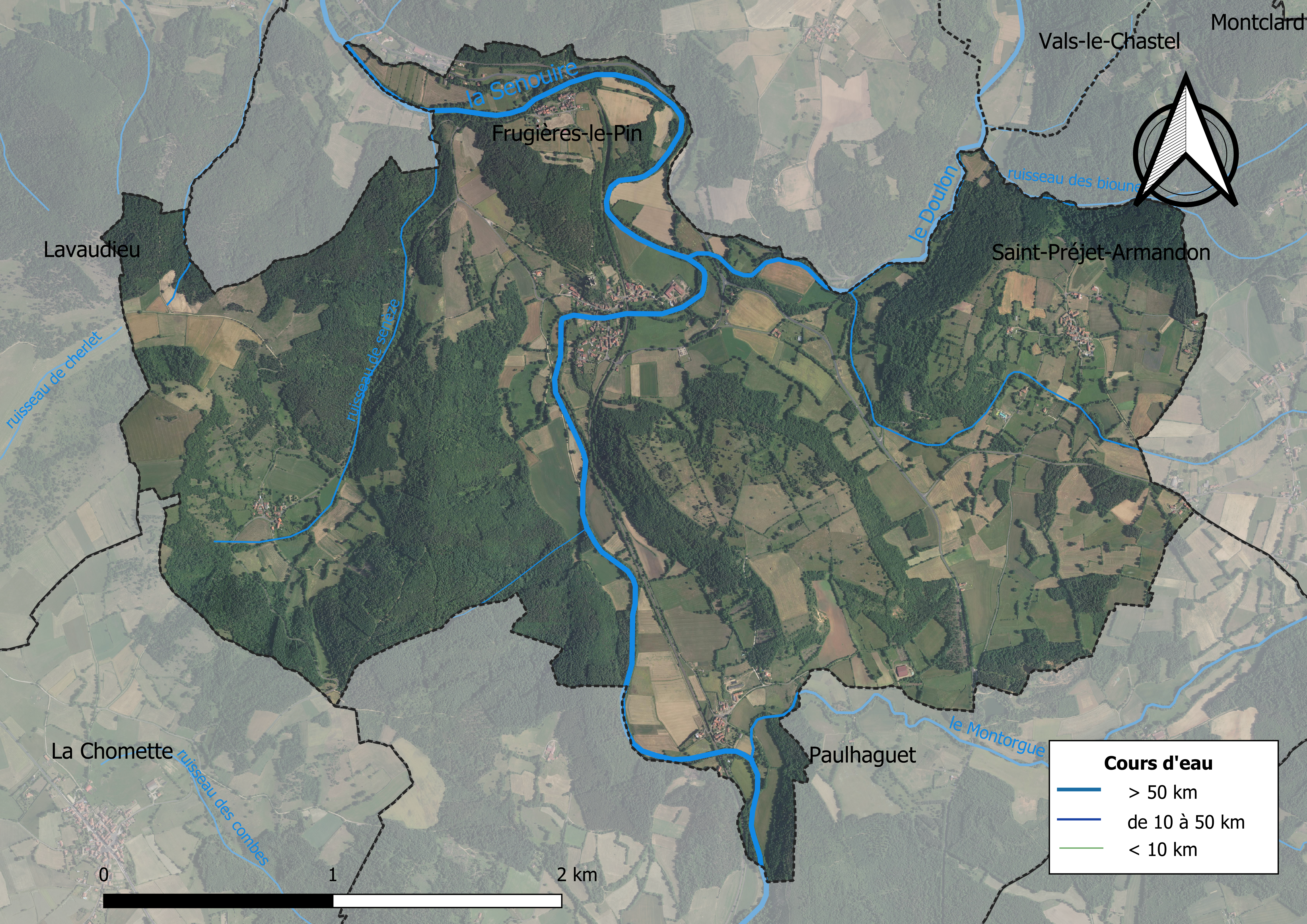
Carte orthophotographique de la commune.

### Habitat et logement
En 2018, le nombre total de logements dans la commune était de 150, alors qu'il était de 145 en 2013 et de 133 en 2008.
Parmi ces logements, 55,1 % étaient des résidences principales, 19,5 % des résidences secondaires et 25,4 % des logements vacants. Ces logements étaient pour 98,2 % d'entre eux des maisons individuelles et pour 1,8 % des appartements.
Le tableau ci-dessous présente la typologie des logements à Domeyrat en 2018 en comparaison avec celle de la Haute-Loire et de la France entière. Une caractéristique marquante du parc de logements est ainsi une proportion de résidences secondaires et logements occasionnels (19,5 %) supérieure à celle du département (16,1 %) et à celle de la France entière (9,7 %). Concernant le statut d'occupation de ces logements, 90,8 % des habitants de la commune sont propriétaires de leur logement (84,1 % en 2013), contre 70 % pour la Haute-Loire et 57,5 pour la France entière.
| Typologie                                               | Domeyrat | Haute-Loire | France entière |
| ------------------------------------------------------- | -------- | ----------- | -------------- |
| Résidences principales (en %)                           | 55,1     | 71,5        | 82,1           |
| Résidences secondaires et logements occasionnels (en %) | 19,5     | 16,1        | 9,7            |
| Logements vacants (en %)                                | 25,4     | 12,4        | 8,2            |

## Histoire
Le nom de la commune a pour origine le toponyme gallo-romain Almayrac en 1250 (puis Dalmayrac), du latin Armariacum, et dérivé du nom de la personne Armalius ou Armarius.
Famille illustré par Adhémar Jori ou Jory, seigneur de Domeyrat près Carlat, était chatelain de la baronnie d'Allègre en 1375.

## Héraldique
| Blason de Domeyrat | Blason  | Écartelé, en 1 et 3 d'azur à trois couronnes d'or en pal, en 2 et 4 de gueules à trois épées du second en fasce, celle du milieu pointe en bas. |
| Blason de Domeyrat | Détails | Le statut officiel du blason reste à déterminer.                                                                                                |

## Politique et administration

### Découpage territorial
La commune de Domeyrat est membre de la communauté de communes des Rives du Haut Allier, un établissement public de coopération intercommunale (EPCI) à fiscalité propre créé le 27 décembre 2016 dont le siège est à Langeac. Ce dernier est par ailleurs membre d'autres groupements intercommunaux.
Sur le plan administratif, elle est rattachée à l'arrondissement de Brioude, au département de la Haute-Loire, en tant que circonscription administrative de l'État, et à la région Auvergne-Rhône-Alpes.
Sur le plan électoral, elle dépend du canton du Pays de Lafayette pour l'élection des conseillers départementaux, depuis le redécoupage cantonal de 2014 entré en vigueur en 2015, et de la deuxième circonscription de la Haute-Loire pour les élections législatives, depuis le redécoupage électoral de 1986.

### Liste des maires
| Période      | Période      | Identité              | Étiquette | Qualité |
| ------------ | ------------ | --------------------- | --------- | ------- |
| mars 1977    | 22 mars 2008 | Gustave Courtet       | DVD       |         |
| 22 mars 2008 | 2020         | Christian Poulet      | SE        |         |
| 2020         | En cours     | Christophe Brugerolle |           |         |

## Population et société

### Démographie

#### Évolution démographique
L'évolution du nombre d'habitants est connue à travers les recensements de la population effectués dans la commune depuis 1793. Pour les communes de moins de 10 000 habitants, une enquête de recensement portant sur toute la population est réalisée tous les cinq ans, les populations de référence des années intermédiaires étant quant à elles estimées par interpolation ou extrapolation. Pour la commune, le premier recensement exhaustif entrant dans le cadre du nouveau dispositif a été réalisé en 2005.

En 2022, la commune comptait 173 habitants, en évolution de −10,82 % par rapport à 2016 (Haute-Loire : +0,36 %, France hors Mayotte : +2,11 %).
| 1793 | 1800 | 1806 | 1821 | 1831 | 1836 | 1841 | 1846 | 1851 |
| ---- | ---- | ---- | ---- | ---- | ---- | ---- | ---- | ---- |
| 580  | 609  | 661  | 620  | 600  | 742  | 735  | 701  | 659  |

| 1856 | 1861 | 1866 | 1872 | 1876 | 1881 | 1886 | 1891 | 1896 |
| ---- | ---- | ---- | ---- | ---- | ---- | ---- | ---- | ---- |
| 638  | 606  | 695  | 604  | 610  | 548  | 533  | 489  | 478  |

| 1901 | 1906 | 1911 | 1921 | 1926 | 1931 | 1936 | 1946 | 1954 |
| ---- | ---- | ---- | ---- | ---- | ---- | ---- | ---- | ---- |
| 406  | 399  | 403  | 354  | 317  | 343  | 326  | 323  | 241  |

| 1962 | 1968 | 1975 | 1982 | 1990 | 1999 | 2005 | 2006 | 2010 |
| ---- | ---- | ---- | ---- | ---- | ---- | ---- | ---- | ---- |
| 237  | 212  | 186  | 181  | 145  | 144  | 162  | 162  | 192  |

| 2015 | 2020 | 2022 | - | - | - | - | - | - |
| ---- | ---- | ---- | - | - | - | - | - | - |
| 194  | 171  | 173  | - | - | - | - | - | - |

#### Pyramide des âges
En 2018, le taux de personnes d'un âge inférieur à 30 ans s'élève à 28 %, soit en dessous de la moyenne départementale (31 %). À l'inverse, le taux de personnes d'âge supérieur à 60 ans est de 26,9 % la même année, alors qu'il est de 31,1 % au niveau départemental.
En 2018, la commune comptait 88 hommes pour 98 femmes, soit un taux de 52,69 % de femmes, légèrement supérieur au taux départemental (50,87 %).
Les pyramides des âges de la commune et du département s'établissent comme suit.
| Hommes | Classe d’âge | Femmes |
| ------ | ------------ | ------ |
| 0,0    | 90 ou +      | 3,3    |
| 13,6   | 75-89 ans    | 12,2   |
| 13,6   | 60-74 ans    | 11,1   |
| 29,6   | 45-59 ans    | 22,2   |
| 18,5   | 30-44 ans    | 20,0   |
| 6,2    | 15-29 ans    | 14,4   |
| 18,5   | 0-14 ans     | 16,7   |

| Hommes | Classe d’âge | Femmes |
| ------ | ------------ | ------ |
| 0,9    | 90 ou +      | 2,5    |
| 8,4    | 75-89 ans    | 11,7   |
| 20,4   | 60-74 ans    | 20,5   |
| 21,3   | 45-59 ans    | 20,3   |
| 16,8   | 30-44 ans    | 16,3   |
| 15,2   | 15-29 ans    | 13,2   |
| 17     | 0-14 ans     | 15,6   |

## Économie

### Projet éolien
À 1,5 km du château de Domeyrat, vers La Chomette, un projet de construction de 5 éoliennes de 160 mètres de haut (soit 30% plus haute que celle d'Ally) est mené par la société VSB Énergies Nouvelles, filiale du groupe allemand WSB Neue Energien.

### Revenus
En 2018, la commune compte 82 ménages fiscaux, regroupant 177 personnes. La médiane du revenu disponible par unité de consommation est de 20 370 € (20 800 € dans le département).

### Emploi
| Division       | 2008  | 2013  | 2018  |
| -------------- | ----- | ----- | ----- |
| Commune        | 9,4 % | 7,5 % | 8,7 % |
| Département    | 6,3 % | 7,7 % | 7,7 % |
| France entière | 8,3 % | 10 %  | 10 %  |

En 2018, la population âgée de 15 à 64 ans s'élève à 113 personnes, parmi lesquelles on compte 78,8 % d'actifs (70,2 % ayant un emploi et 8,7 % de chômeurs) et 21,2 % d'inactifs,. En 2018, le taux de chômage communal (au sens du recensement) des 15-64 ans est supérieur à celui du département, mais inférieur à celui de la France, alors qu'il était supérieur à celui de la France en 2008.
La commune fait partie de la couronne de l'aire d'attraction de Brioude, du fait qu'au moins 15 % des actifs travaillent dans le pôle,. Elle compte 11 emplois en 2018, contre 11 en 2013 et 9 en 2008. Le nombre d'actifs ayant un emploi résidant dans la commune est de 79, soit un indicateur de concentration d'emploi de 13,5 % et un taux d'activité parmi les 15 ans ou plus de 58,9 %.
Sur ces 79 actifs de 15 ans ou plus ayant un emploi, 10 travaillent dans la commune, soit 12 % des habitants. Pour se rendre au travail, 90,4 % des habitants utilisent un véhicule personnel ou de fonction à quatre roues, 1,4 % les transports en commun, 4,1 % s'y rendent en deux-roues, à vélo ou à pied et 4,1 % n'ont pas besoin de transport (travail au domicile).

## Culture locale et patrimoine

### Lieux et monuments
- Château de Domeyrat.
- Église Saint-Roch de Domeyrat.
- Pont-Vieux de Domeyrat, construit au XVe siècle sur la Senouire, est un pont à quatre arches donnant accès au château[25]. L'ouverture maximale des arches est de 3,30 m[26]. Le pont a été réparé plusieurs fois à la suite de crues. Celle du 19 février 1767 l'a détruit en partie. Le parapet a été refait en 1850.
- Pont ferroviaire sur la Senouire pour la ligne des Cévennes et celle allant jusqu'au Puy-en-Velay.

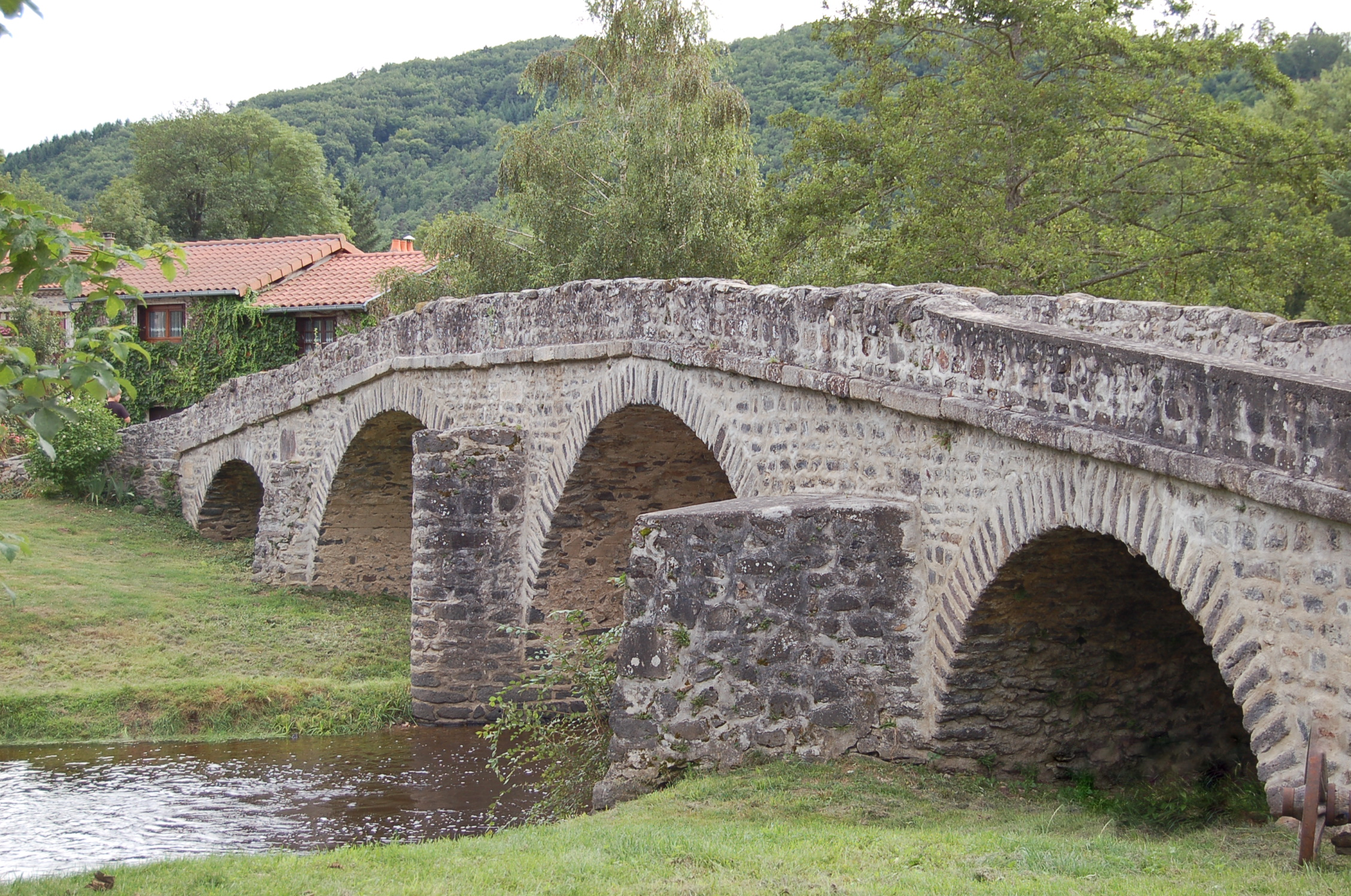
Le Pont Vieux.
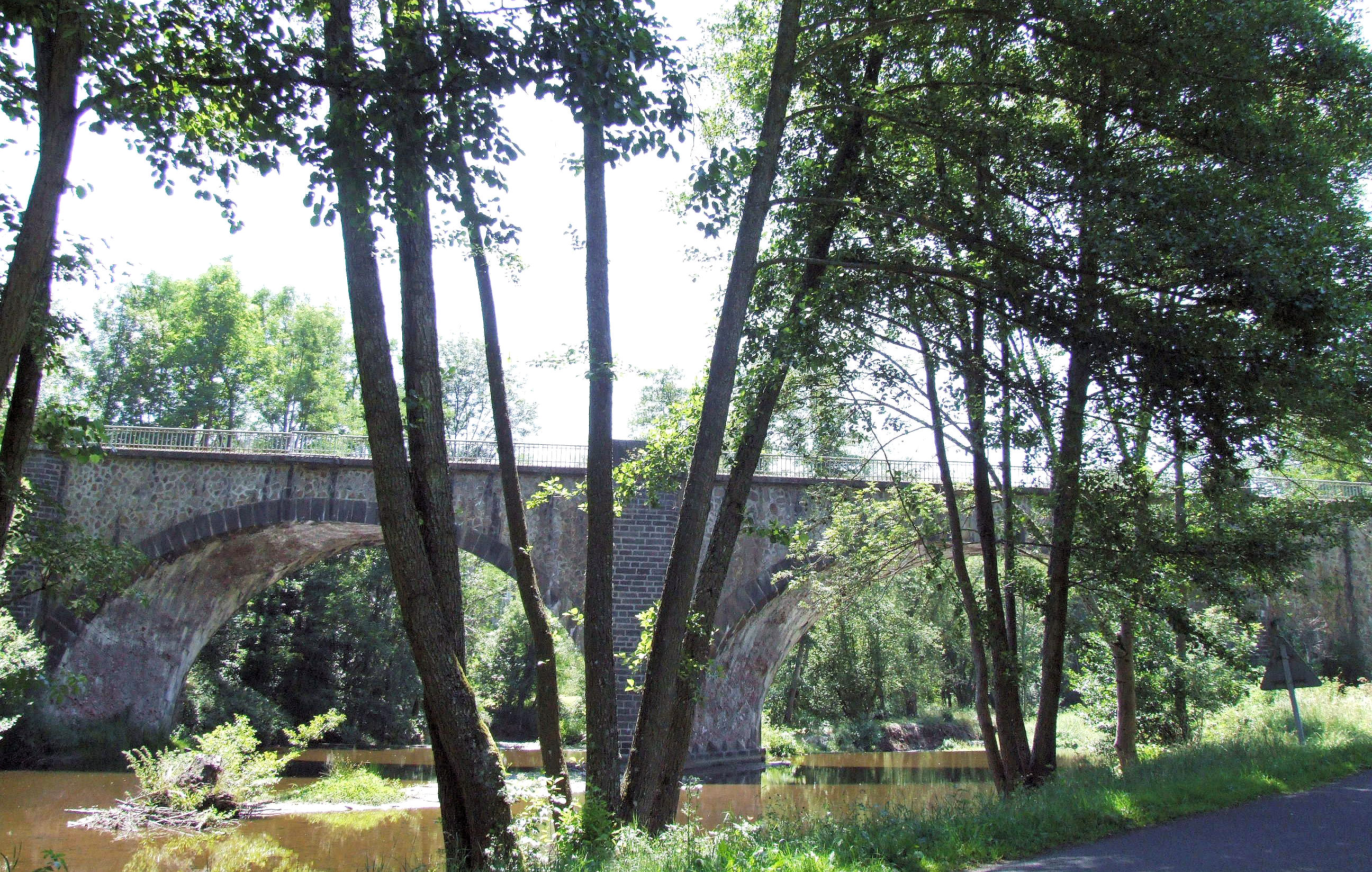
Le pont ferroviaire.